# Городская усадьба А. А. Ильина
Городска́я уса́дьба А. А. Ильина располагается в Москве, между Садовым кольцом и МКАД, по адресу улица Николоямская, дом № 53, была построена в 1836 году. Дом с флигелями отнесён к памятникам архитектуры федерального значения.

## История
Дом построен в 1836 г. на месте сгоревшего городского имения, принадлежащего С.П. Васильеву (Усадьбу в XVIII веке он купил по просроченной закладной у купца И.И. Медовщикова), а после его кончины — купцу Пищальникову (именно он заменил предшествовавшие строения каменными флигелями); затем — А.А. Ильину.

## Архитектура
- Двухэтажный особняк с треугольным фронтоном на кровле отличается высокими, узкими окнами на 2-м этаже; в середине — арочные проёмы.
- Фасад на 1-м этаже частично рустирован, украшен элементами стиля арт-деко.
- Основным декоративным украшением дома являются широкая резная лента на карнизе и зубчатые края фронтона.

## Документы
- О реставрации и использовании комплекса памятника архитектуры по Николоямской ул., 53, строения 1, 2, 3 (с изменениями на 2 октября 2007 года) (утратило силу на основании постановления Правительства Москвы от 17.01.2013 N 8-ПП) // ПРАВИТЕЛЬСТВО МОСКВЫ // ПОСТАНОВЛЕНИЕ // от 30 мая 2000 года N 397 // О реставрации и использовании комплекса памятника архитектуры // по Николоямской ул., 53, строения 1, 2, 3 // (с изменениями на 2 октября 2007 года) Архивная копия от 9 ноября 2019 на Wayback Machine
- О признании утратившими силу правовых актов (отдельных положений правовых актов) Правительства Москвы // ПРАВИТЕЛЬСТВО МОСКВЫ // ПОСТАНОВЛЕНИЕ // от 17 января 2013 года N 8-ПП // О признании утратившими силу правовых актов (отдельных положений правовых актов) Правительства Москвы Архивная копия от 9 ноября 2019 на Wayback Machine